# 杉淵玲子
杉淵 玲子（すぎぶち れいこ、1934年2月26日 - 2023年11月4日）は、日本の翻訳家、フリーライター。

## 略歴
1934年青森県青森市に生まれる。津田塾大学英文科を卒業後、日本ユネスコ協会連盟に勤務。米誌『ホライズン』東京連絡員、『リーダーズダイジェスト』極東版国際広告部を経て、『ジャパン・タイムズ』の『クーリエ』翻訳。1963年東京キワニスクラブ設立準備事務局に勤務し、1965年社会奉仕団体・キワニスの招待でケンタッキー州ルイビル大学に留学。1966年から1967年にかけてヨーロッパを旅行して帰国。

## 著書
- 『連れ出された旅 女ひとりヨーロッパの街角から』（集英社） 1969.4
- 『スペイン・ポルトガル』（座右宝刊行会編、河出書房新社、世界の旅10） 1968.10

## 翻訳
- 『もはや高地なし - ヒロシマ原爆投下の秘密』（F・ニーベル, C・ベイリー、笹川正博共訳、光文社、カッパブックス） 1960.10
- 『ボーイ・ハント』（G・スワーサウト、中央公論社） 1961.2
- 『世界一のプレイボーイ - アリー・カーンの生涯』（レオナード・スレーター、文藝春秋新社） 1965
- 『死の商人ザハロフ / 海運王オナシス / 世界一の富豪アリーカーン』（マコーミック / イェステン / スレーター、阿部知二 / 内山敏 / 杉淵玲子訳、筑摩書房、現代世界ノンフィクション全集6） 1967.6